# Wimpasing (Münsing)
Wimpasing ist ein Gemeindeteil von Münsing im oberbayerischen Landkreis Bad Tölz-Wolfratshausen. Das Dorf befindet sich östlich von Ammerland.